# Попов Павло Миколайович
Павло́ Микола́йович Попо́в (нар. 28 липня 1890, Миколаївка — пом. 4 квітня 1971, Київ) — український радянський літературознавець, мистецтвознавець, фольклорист, критик та бібліограф, доктор філологічних наук з 1946 року; член Спілки письменників України та член-кореспондент Академії наук Української РСР з 1939 року.

## Життєпис
Народився 16 [28] липня 1890 року в селі Черепівці Путивльського повіту Курської губернії Російської імперії (тепер село Миколаївка Конотопський район Сумської області, Україна). Середню освіту здобув у Рильському духовному училищі, яку закінчив у 1904 році та Курській духовній семінарії. Навчався також у Курській рисувальній школі у класі Михайла Якименка-Забуги. 1910 вступив на історико-філологічний факультет Варшавського університету, через рік продовжив навчання на історико-філологічному факультеті Імператорського університету Святого Володимира. У студентські роки збирав фольклорний матеріал Сумщини, проводив науково-дослідну роботу.
Після закінчення університкту у 1916 році вступив до аспірантури, здав іспити на ступінь магістра слов'янської філології. Впродовж 1917–1922 років працював у Київському залізничному училищі, Російському музичному товаристві, гімназії при Київській консерваторії. Одночасно у 1919–1923 роках вчителював у Черепівці, досліджував місцеві фольклорні матеріали, склав етнографічну та діалектологічну карту Путивльського повіту. Із 1920 року працював позаштатним співробітником Української академії наук, одночасно завідував Відділом письма і друку Лаврського музею та з 1923 року Портретною галереєю Київського державного культурно-історичного заповідника.
Впродовж 1929–1934 років — старший науковий співробітник Української академії наук, працював у комісіях академії наук з літератури та мистецтва, української писемності періоду феодалізму, давньої української письменності, археографічній, етнографічній, діалектологічній та інших; керував відділом рукописів Всенародної бібліотеки при ВУАН, одночасно у 1928–1930 роках — професор Київського художнього інституту. Із 1934 року — професор кафедри історії української літератури Київського університету, у 1935–1940 роках — викладач давньої української літератури та українського і російського фольклору Київського педагогічного інституту. Впродовж 1938–1971 років — співробітник Інституту мистецтвознавства, фольклору та етнографії АН УРСР.
Помер в Києві 4 квітня 1971 року.

## Науковий доробок
Наукові праці присвячено історії української літератури, книгодрукуванню, історії та теорії фольклору. Є автором ґрунтовних досліджень: «Загадки», «Прислів'я та приказки», «До питання про шляхи розвитку епосу східних слов'ян». Писав нариси по українській фольклористиці — «Зародки вивчення староруської та української народної поетичної творчості з найдавніших часів до початку XIX століття», статті, пов'язані з фольклором у творчості Олександра Пушкіна, Григорія Сковороди, Тараса Шевченка, інших письменників. Вагомий його доробок у вивченні української та східнослов'янської літератур. Написав низку праць про «Слово о полку Ігоревім», творчість Лазара Барановича, Іоанікія Галятовського, Мелетія Смотрицького, Івана Франка.
Висвітлював питання міжнаціональних літературних і культурних зв'язків. Є автором статей та розвідок з історії книги та книгодрукування, зокрема: «Друкарство, його початок та поширення в Європі (XV—XVI століття)», «До початків світового друкарства», «Початки друкарства у слов'ян», «Слов'янські інкунабули київських бібліотек». Також великий обсяг робіт провів в дослідженн українського мистецтвознавства: «Ксилографічні дошки Лаврського музею», «Матеріали до словника українських граверів», дослідження про Тараса. Шевченка-художника. Перший почав вивчення «графіті» Софійського собору в Києві. Загалом в науковій спадщині понад 300 досліджень в різних галузях української науки. Серед них:
- «Малоизвестное сочинение Иоанникия Галятовского» (1915);
- «Замітки до історії української літератури І—ІІІ століть» (1923);
- «Замітки до історії українського письменства XѴII-XѴIII століть» // Записки історично-філологічного відділу ВУАН. — 1924. — Книга 4;
- «Початки друкарства у слов'ян» (1924);
- «Друкарство: його початок і поширення в Європі (XV—XVI століття.)» (1925);
- «Діялектологічні спостереження на північно-східньому кордоні України (Путивельщина)» / Записки історично-філологічного відділу ВУАН. — 1926. — Книга 7/8;
- «Матеріали до словника українських граверів» (1926);
- «До історії друкарства в давній Польщі» (1926);
- «Ксилографічні дошки Лаврського музею. 1. Українські старовинні гравюри типу народних картинок» (1927);
- «Панегірик Крщоновича Лазарю Барановичу — невідоме чернігівське видання 80-х років 17 століття.», «Ювілейний збірник на пошану академіка Дмитра Багалія» «1927»;
- «До іконографії письменників XVII століття Мелетія Смотрицького та Йосипа Веляміна-Рутського», «Ювілейний збірник на пошану академіку М. С. Грушевськомуз нагоди його 60-річчя» (1928);
- «Неизвестная драма петровского времени «Иудифь»» (1936);
- «Пушкін і український фольклор» (1937);
- «Карл Маркс і Фрідріх Енгельс про «Слово о полку Ігоревім»»  (1938);
- «Карл Маркс і Фрідріх Енгельс про фольклор»  (1938);
- «Шевченко і російський фольклор» (1939);
- «Новознайдені тексти Г. С. Сковороди», «Радянська література» (1950);
- «Образ В. І. Леніна в творчості народів СРСР» (1952);
- «Про деякі питання теорії народно поетичної творчості» (1955);
- «З листування Г. С. Сковороди», «Радянська література» (1955);
- «З історії українсько-румунськийх літературних зв'язків» (1956);
- «Шевченко і російська народна поезія» (1956);
- «Шевченко про тайпінську революцію в Китаї» (1957);
- «Шевченко про Китай» (1958);
- «Григорій Сковорода про Китай» (1958);
- «До питання про шляхи розвитку епосу східних слов'ян» — «Історичний епос східних слов'ян», Київ, видавництво АН УРСР (1958);
- «Початковий етап книгодрукування у слов'ян» (1958);
- «Албания в советской поэзии» (1959);
- «Албанія в російській та українській літературах XV—XX століть» (1959);
- «Григорій Сковорода і українська література»- «Матеріали до вивчення історії української літератури», Київ, «Радянська школа» (1959);
- «З історії поетики на Україні: 17 — 18 століття.»- «Матеріали до вивчення історії української літератури», Київ, «Радянська школа» (1959);
- «Григорій Сковорода. Життя і творчість» (1960);
- «Один із попередників соціальної сатири Шевченка: за неопублікованим автографом „Сну“ Г. С. Сковороди» (1962);
- «Шевченко і Київський університет» (1964);
- «Початок книгодрукування у слов'ян: 15 — 16 століття.- „Книга і друкарство на Україні“» (1965);
- «Осередки книгодрукування на східній Україні: 17 — 18 ст.»- «Книга і друкарство на Україні» (1965);
- «Роль Києва в історії книгодрукування: 17 — 18 століття» — «Українська книга» (1965);
- «Неопублікована гравюра Григорія Левицького з побуту студентів Київської академії: 1735 рік» — «Українське мистецтвознавство» (1967);
- «Микола Костомаров як фольклорист і етнограф» (1968);
- «Невідомий прижиттєвий портрет Петра Могили» (1969);

Був членом редколегій підготовки академічного видання «Повного зібрання творів Тараса Шевченка» в 10-ти томах та «Історії українського мистецтва» в 6-ти томах.